# 悪夢 (曲)
「悪夢」（You Haven't Done Nothin'）は、スティーヴィー・ワンダーが1974年に発表した楽曲。全米1位を記録。

## 概要
1973年3月23日、ジョン・シリカ裁判長は法廷で、ウォーターゲート・ビル侵入犯被告の一人であるジェームズ・W・マッコード・ジュニアの手紙を読み上げた。侵入犯たちが政治的圧力を受けていること、偽証を行ったことなどが明らかさとされ、これ以後、民主党本部盗聴事件は大統領を巻き込む一大スキャンダルへと発展した。
同年8月発売のアルバム『インナーヴィジョンズ』に収録された「いつわり」はリチャード・ニクソンにあてつけた曲と言われ、スティーヴィー・ワンダーは「あの男の関心は君がいくら払うかということだけ／そのくせ借金は一文だって返す気がない／何もかも知り尽くしているとうそぶく男」と歌いニクソンを揶揄した。
しかしワンダーの怒りは収まらず、翌1974年、さらにニクソンに向けた曲を書いた。それが「You Haven't Done Nothin'（お前は何もやっていない）」と題するこの「悪夢」である。「Jackson 5, join along with me, say」とワンダーが歌うとジャクソン5が「Doo da wop!」とコーラスを入れる。
1974年7月22日発売のアルバム『ファースト・フィナーレ』に収録され、7月23日にシングルカットされた。B面はアルバム『トーキング・ブック』に収録されていた「ビッグ・ブラザー」。
ニクソン大統領は同年8月9日に辞任し、本作品は11月2日付のビルボード・Hot 100の1位を記録した。またソウル・チャートでも1位を記録した。カナダでは1位、イギリスでは30位を記録した。
1975年3月1日に開催された第17回グラミー賞授賞式でワンダーは本作品を披露し、『ファースト・フィナーレ』は最優秀アルバム賞とベスト・ポップ・ボーカル（男性）部門を受賞した。